# Velociraptor
Velociraptor (Velociraptor betyder 'hurtig røver') er en uddød slægt af rovdinosaurer, der tilhørte familien Dromaeosauridae. Det var fuglelignende dinosaurer, som levede for mellem 85 og 80 millioner år siden. Velociraptor kunne blive op til 2,7 m lang med en hoftehøjde på 0,5 m. 

## Kløer og tænder
Velociraptor havde stærke kæber, med rækker af skarpe tænder. Disse gav dyret -sammen med de karakteristiske og store kløer- et imponerende våben. Dets kløer kunne nå en størrelse, som er sammenlignelig med tænderne på den uddøde sabeltiger.

## Jurassic Park-filmen
Velociraptor spiller en central rolle i Spielberg-filmen Jurassic Park. For at gøre den mere uhyggelig er den i filmen i nogen grad modelleret efter en anden slægt, Deinonychus, som var mere end dobbelt så stor som den rigtige Velociraptor. 
Efter filmen blev det også mere normalt at sige "raptor", når man hentydede til Dromaeosaurere generelt.
 Der er for få eller ingen kildehenvisninger i denne artikel, hvilket er et problem. Du kan hjælpe ved at angive troværdige kilder til de påstande, som fremføres i artiklen.